# Natação no Campeonato Europeu de Esportes Aquáticos de 2012 - 50 m borboleta masculino
A prova dos 50 metros borboleta masculino da natação no Campeonato Europeu de Esportes Aquáticos de 2012 ocorreu entre os dias 21 e 22 de maio em Debrecen na Hungria. 

## Calendário
| Fase          | Data       | Hora  |
| ------------- | ---------- | ----- |
| Eliminatórias | 21 de maio | 11:25 |
| Semifinal     | 21 de maio | 17:57 |
| Final         | 22 de maio | 17:02 |

Todos os horários estão no horário local (UTC+1)

## Recordes
Antes desta competição, os recordes eram os seguintes:
| Recorde mundial       | Rafael Muñoz  | 22.43 | Málaga    | 5 de abril de 2009  |
| Recorde europeu       | Rafael Muñoz  | 22.43 | Málaga    | 5 de abril de 2009  |
| Recorde do campeonato | Milorad Čavić | 23.11 | Eindhoven | 19 de março de 2008 |

## Medalhistas
| Ouro               | Prata                    | Bronze               |
| Rafael Muñoz (ESP) | Frédérick Bousquet (FRA) | Yauhen Tsurkin (BLR) |

## Resultados

### Eliminatórias
Esses foram os resultados das eliminatórias. 
| Pos. | Bateria | Raia | Nadador               | Nacionalidade | Tempo | Notas |
| ---- | ------- | ---- | --------------------- | ------------- | ----- | ----- |
| 1    | 4       | 4    | Frédérick Bousquet    | França        | 23.60 | Q     |
| 2    | 6       | 3    | Milorad Čavić         | Sérvia        | 23.70 | Q     |
| 3    | 4       | 5    | Rafael Muñoz          | Espanha       | 23.76 | Q     |
| 4    | 6       | 4    | Nikita Konovalov      | Rússia        | 23.78 | Q     |
| 5    | 4       | 3    | Francois Heersbrandt  | Bélgica       | 23.81 | Q     |
| 6    | 6       | 2    | Piero Codia           | Itália        | 23.87 | Q     |
| 7    | 5       | 3    | Amaury Leveaux        | França        | 23.90 | Q     |
| 8    | 5       | 6    | Yauhen Tsurkin        | Bielorrússia  | 23.91 | Q     |
| 9    | 5       | 4    | Steffen Deibler       | Alemanha      | 23.94 | Q     |
| 10   | 6       | 7    | Mario Todorović       | Croácia       | 23.95 | Q     |
| 11   | 6       | 6    | Romain Sassot         | França        | 24.04 |       |
| 12   | 4       | 7    | Alon Mandel           | Israel        | 24.05 | Q     |
| 13   | 6       | 5    | Andriy Govorov        | Ucrânia       | 24.08 | Q     |
| 14   | 5       | 5    | Ivan Lenđer           | Sérvia        | 24.14 | Q     |
| 15   | 4       | 2    | Fotios Koliopoulos    | Grécia        | 24.20 | Q     |
| 16   | 5       | 7    | Martin Spitzer        | Áustria       | 24.20 | Q     |
| 17   | 1       | 3    | Tom Kremer            | Israel        | 24.27 | Q     |
| 18   | 5       | 2    | Duje Draganja         | Croácia       | 24.28 |       |
| 19   | 1       | 6    | Ádám Madarassy        | Hungria       | 24.30 |       |
| 20   | 4       | 6    | Philip Heintz         | Alemanha      | 24.36 |       |
| 21   | 5       | 1    | Simao Gomes Morgado   | Portugal      | 24.38 |       |
| 22   | 4       | 1    | Bence Pulai           | Hungria       | 24.42 |       |
| 23   | 6       | 1    | Marco Belotti         | Itália        | 24.43 |       |
| 24   | 3       | 6    | Michal Poprawa        | Polónia       | 24.51 |       |
| 25   | 4       | 8    | Martin Verner         | Chéquia       | 24.60 |       |
| 25   | 6       | 8    | Norbert Trandafir     | Roménia       | 24.60 |       |
| 27   | 3       | 4    | Nico van Duijn        | Suíça         | 24.61 |       |
| 28   | 2       | 1    | Ari-Pekka Liukkonen   | Finlândia     | 24.90 |       |
| 29   | 5       | 8    | Duarte Rafael Mourao  | Portugal      | 24.98 |       |
| 30   | 3       | 5    | Alexandru Coci        | Roménia       | 24.99 |       |
| 31   | 3       | 1    | Lubos Grznar          | Eslováquia    | 25.03 |       |
| 31   | 3       | 7    | Tadas Duškinas        | Lituânia      | 25.03 |       |
| 33   | 3       | 2    | Robert Zbogar         | Eslovênia     | 25.08 |       |
| 34   | 2       | 3    | Sindri Thor Jakobsson | Noruega       | 25.15 |       |
| 35   | 3       | 3    | Mindaugas Sadauskas   | Lituânia      | 25.18 |       |
| 36   | 3       | 8    | Marko Tiidla          | Estónia       | 25.22 |       |
| 37   | 2       | 5    | Konstantinos Markozis | Grécia        | 25.23 |       |
| 38   | 2       | 4    | Pavels Kondrahins     | Letônia       | 25.26 |       |
| 39   | 1       | 5    | Dmitry Gorbunov       | Rússia        | 25.34 |       |
| 40   | 2       | 7    | Bernhard Wolf         | Áustria       | 25.59 |       |
| 41   | 2       | 2    | Bence Gyárfás         | Hungria       | 25.61 |       |
| 42   | 2       | 8    | Avi Cohen             | Israel        | 25.90 |       |
| 43   | 2       | 6    | Edgaras Štura         | Lituânia      | 26.03 |       |
| 44   | 1       | 4    | Hedin Olsen           | Ilhas Feroé   | 26.41 |       |

### Semifinal
Esses foram os resultados das semifinais. 
Semifinal 1
| Pos. | Raia | Nadador            | Nacionalidade | Tempo | Notas            |
| ---- | ---- | ------------------ | ------------- | ----- | ---------------- |
| 1    | 4    | Milorad Čavić      | Sérvia        | 23.41 | Q                |
| 2    | 7    | Andriy Govorov     | Ucrânia       | 23.43 | Q                |
| 3    | 5    | Nikita Konovalov   | Rússia        | 23.55 | Q                |
| 4    | 6    | Yauhen Tsurkin     | Bielorrússia  | 23.77 | Recorde nacional |
| 5    | 3    | Piero Codia        | Itália        | 23.84 |                  |
| 6    | 2    | Mario Todorović    | Croácia       | 23.86 |                  |
| 7    | 1    | Fotios Koliopoulos | Grécia        | 23.92 |                  |
| 8    | 8    | Tom Kremer         | Israel        | 24.20 |                  |

Semifinal 2
| Pos. | Raia | Nadador              | Nacionalidade | Tempo | Notas |
| ---- | ---- | -------------------- | ------------- | ----- | ----- |
| 1    | 6    | Amaury Leveaux       | França        | 23.51 | Q     |
| 2    | 4    | Frédérick Bousquet   | França        | 23.68 | Q     |
| 3    | 5    | Rafael Muñoz         | Espanha       | 23.70 | Q     |
| 4    | 1    | Ivan Lenđer          | Sérvia        | 23.71 | Q     |
| 5    | 3    | Francois Heersbrandt | Bélgica       | 23.77 |       |
| 6    | 2    | Steffen Deibler      | Alemanha      | 23.96 |       |
| 7    | 8    | Martin Spitzer       | Áustria       | 24.04 |       |
| 8    | 7    | Alon Mandel          | Israel        | 24.05 |       |

Desempate
Foi necessário uma prova extra para determinar o último classificado a final. 
| Pos. | Raia | Nadador              | Nacionalidade | Tempo | Notas |
| ---- | ---- | -------------------- | ------------- | ----- | ----- |
| 1    | 4    | Yauhen Tsurkin       | Bielorrússia  | 23.59 | Q,    |
| 2    | 5    | Francois Heersbrandt | Bélgica       | 23.66 |       |

### Final
Esse foi o resultado da final. 
| Pos.              | Raia | Nadador            | Nacionalidade | Tempo | Notas            |
| ----------------- | ---- | ------------------ | ------------- | ----- | ---------------- |
| Medalha de ouro   | 7    | Rafael Muñoz       | Espanha       | 23.16 |                  |
| Medalha de prata  | 2    | Frédérick Bousquet | França        | 23.30 |                  |
| Medalha de bronze | 8    | Yauhen Tsurkin     | Bielorrússia  | 23.37 | Recorde nacional |
| 4                 | 6    | Nikita Konovalov   | Rússia        | 23.43 |                  |
| 5                 | 4    | Milorad Čavić      | Sérvia        | 23.53 |                  |
| 5                 | 5    | Andriy Govorov     | Ucrânia       | 23.53 |                  |
| 7                 | 1    | Ivan Lenđer        | Sérvia        | 23.68 |                  |
| 8                 | 3    | Amaury Leveaux     | França        | 23.80 |                  |

Legenda
| Recorde mundial       | Recorde mundial (World record)               |                       | Recorde africano                      | Recorde africano (African) |                                           | Q | Classificado por posição (Qualified) |
| Recorde do campeonato | Recorde do campeonato (Championship record)  | Recorde da América    | Recorde da América (Americas)         | q                          | Classificado por melhor tempo (Qualified) |   |                                      |
| Melhor marca do ano   | Melhor marca do ano (World leading)          | Recorde asiático      | Recorde asiático (Asian)              | DNS                        | Não largou (Did not start)                |   |                                      |
| Recorde nacional      | Recorde nacional (National record)           | Recorde europeu       | Recorde europeu (European)            | DNF                        | Não terminou (Did not finish)             |   |                                      |
| Recorde pessoal       | Recorde pessoal do atleta (Personal best)    | Recorde da Oceania    | Recorde da Oceania (Oceania)          | DSQ / DQ                   | Desclassificado (Disqualified)            |   |                                      |
| Recorde da temporada  | Recorde da temporada do atleta (Season best) | Recorde sul-americano | Recorde sul-americano (South America) | NM                         | Sem marca (No mark)                       |   |                                      |